# Simpson Horror Show XXIII
le Simpson Horror Show XXIII ou Spécial d'Halloween XXIII au Québec est le deuxième épisode de la vingt-quatrième saison et le 510e épisode de la série. Diffusé sur la Fox le 7 octobre 2012.

## Synopsis

### Introduction
L'épisode débute au temps de la civilisation Maya, dans une cité, au pied d'un temple. On retrouve tous les habitants de Springfield, du moins, leurs ancêtres.
Afin d'éviter la fin du monde à la fin du treizième baktun, le sacrifice d'Homer est décidé. L'ancêtre d'Homer a été engraissé, et son sacrifice est sur le point de commencer. Heureusement, l'ancêtre de Marge le sort de cette situation. Pour cela, elle aguiche le garde et lui met un sac sur la tête, lui faisant croire qu'ils feront ainsi l'amour. Elle l'envoie ensuite à la place d'Homer, se faire décapiter sans qu'il s'en aperçoive. La mauvaise personne a été décapitée, le Professeur Frink en déduit donc que la fin du monde aura bien lieu, et ce sera en 2012.
Une ellipse nous emmène ensuite en 2012, le soir d'Halloween, à Springfield. Trois monstres gigantesques ravagent la ville, puis le monde entier, en détruisant les plus grands monuments les uns après les autres. Finalement, la Terre explose et disparait intégralement, ne laissant que les mots Treehouse of Horror XXIII flotter dans l'espace.
Nous retrouvons ensuite le traditionnel générique modifié spécialement pour chaque Horror Show. Dans celui-ci, apparaissent les noms (VO).

### La plus grande histoire jamais trouée
Un trou noir - malencontreusement créé lors d'une expérience scientifique financée par Lisa - est découvert par cette dernière puis rapporté dans la cave de la maison. Celui-ci va petit à petit grossir à mesure que les habitants de Springfield y jettent des détritus. À la fin, le trou engloutit toute la ville et les habitants se retrouvent sur une planète inconnue où vivent des extra-terrestres qui pensent que les détritus jetés par le trou noir sont des cadeaux que les humains leur envoient.

### Anormale Activité
Homer remarquant que des choses étranges se produisent dans la maison uniquement la nuit, se met à filmer toute activité. La famille démasque le démon ayant l'apparence de Moe que Patty et Selma ont invoqué 30 ans auparavant. Pour sauver ses sœurs, Marge fit un pacte avec lui en lui promettant la vie de son enfant favori. À la fin, Homer sauve la famille en établissant un autre pacte : un plan à trois entre lui et deux autres démons.

### L'incroyable aventure de Bart & Homer
Bart ne pouvant se payer une BD à 200 dollars, décide de retourner en 1974 pour ne la payer que 25 cents. Pour ce faire, Bart utilise la voiture du professeur Frink qui est une machine à voyager dans le temps. Bart achète sa bande dessinée et passe par hasard devant l'ancien lycée de Homer et Marge. Volontairement, Bart réduit à néant les chances d'Homer de sortir avec Marge. Bart retourne dans le présent et découvre que son nouveau père est Artie Ziff. Le Homer du passé, qui est rentré dans le coffre de la voiture, rencontre le Homer du présent et à eux deux élaborent un plan dans le but de reconquérir Marge. Ils retournent dans le passé et amènent tous les Homer de l'Histoire avec eux pour reconquérir le cœur de Marge.